# Буряков, Денис Викторович
Денис Викторович Буряков (род. Симферополь) — российский флейтист.

## Биография
Закончил Центральную музыкальную школу при Московской консерватории по классу Ю. Н. Должикова. В 2000 г. поступил в Московскую государственную консерваторию им. П. И. Чайковскогов класс профессора Ю. Н. Должикова. По приглашению Лондонского Королевского колледжа продолжил обучение в Великобритании в классе Уильяма Беннета. Первый флейтист филармонического оркестра Тампере, Финляндия, с сезона 2008 года — солист Симфонического оркестра Барселоны (Испания). Был солистом оркестра нью-йоркского театра Метрополитен Опера. В настоящее время солист Лос-Анджелесский филармонический оркестр.

## Признание
Призёр конкурсов Концертино Прага (1998), Международного конкурса флейтистов (Кобе, 2001), конкурса имени Карла Нильсена (Оденсе, 2002), Жана Пьера Рампаля (Париж, 2005), Ореля Николе (Пекин, 2006), ПанЕвропейского конкурса (Фессалоники, 2007).
Победитель международного конкурса «Пражская весна» (2009).

## Репертуар
Бах, Моцарт, Сибелиус, Сен-Санс, Пуленк, Пьяццола, Тоси Итиянаги.